# 奥兰治堡
奥兰治堡（Fort Orange）是荷兰在新尼德兰地区的第一个永久定居点，后来发展成今天的奥尔巴尼。奥兰治堡是为取代哈得逊河上的拿骚堡而建立的。奥兰治堡和拿骚堡的名字来源于奥兰治-拿骚家族。
1624年，荷兰西印度公司在哈得孙河西岸建立了木制结构的奥兰治堡，以作为毛皮交易的站点。奥兰治堡后来成为西印度公司在哈得孙河谷上游的官方哨站。1664年，英国人控制了新尼德兰，奥兰治堡更名为奥尔巴尼堡。1676年，奥尔巴尼堡重建并再次更名为弗雷德里克堡。
1993年，奥兰堡遗迹入选美国国家历史地标。